# 佐賀中央郵便局
佐賀中央郵便局（さがちゅうおうゆうびんきょく）は、佐賀県佐賀市にある郵便局。民営化前の分類では集配普通郵便局であった。

## 概要
住所：〒840-8799 佐賀県佐賀市松原2-1-35

### 併設施設
- ゆうちょ銀行佐賀店（熊本支店佐賀出張所）：取扱店番号770010 - 佐賀県内で唯一の同行直営店舗である。
- なお、かんぽ生命保険佐賀支店は、当局ではなく佐賀北郵便局に併設されている。

## 沿革
- 1872年1月14日（明治4年12月5日） - 佐賀郵便取扱所として開設[1]。
- 1873年（明治6年）4月 - 佐賀郵便役所となる。同年10月より、電信取扱を開始[1]。
- 1875年（明治8年）1月1日 - 佐賀郵便局（二等）となる[1]。
- 1876年（明治9年）11月 - 為替取扱を開始[1]。
- 1886年（明治19年）1月4日 - 電信為替事務開始[2]。
- 1889年（明治22年）7月16日 - 佐賀郵便電信局となる[1]。
- 1903年（明治36年）4月1日 - 通信官署官制の施行に伴い佐賀郵便局となる[1]。
- 1947年（昭和22年）12月11日 - 郵便局で取扱う電話通話事務を除く電話事務を佐賀電話局に移管[3]。
- 1959年（昭和34年）4月1日 - 佐賀市白山町から同市松原町へ移転するとともに、電話通話および和文電報受付事務の取扱を開始。
- 1963年（昭和38年）2月5日 - 蓮池郵便局から集配業務の一部[4]を移管。
- 1987年（昭和62年）7月1日 - 佐賀中央郵便局に改称。
- 1992年（平成4年）8月3日 - 外国通貨の両替および旅行小切手の売買に関する業務取扱を開始。
- 2003年（平成15年）10月 - 佐賀市内で通常郵便物の当日配達サービスを独自に開始[5]。
- 2007年（平成19年）10月1日 - 民営化に伴い、併設された郵便事業佐賀支店、ゆうちょ銀行佐賀店に一部業務を移管。
- 2012年（平成24年）10月1日 - 日本郵便株式会社の発足に伴い、郵便事業佐賀支店を佐賀中央郵便局に統合。
- 2023年（令和5年）2月6日 - 久保田郵便局から集配業務を移管。

## 取扱内容

### 佐賀中央郵便局
- 郵便、印紙、ゆうパック、内容証明
- 生命保険、バイク自賠責保険、自動車保険、がん保険、引受条件緩和型医療保険 - 平日18時まで営業。
- 地方公共団体事務（佐賀市バス回数券の販売）
- 佐賀市内の一部地域の集配業務
- ゆうゆう窓口

当支店は佐賀市内中心部にあるため敷地が狭い。そのため、佐賀市内の多くの集配業務ならびに佐賀県の郵便事業の中心業務は佐賀市北部にある佐賀北郵便局において行われている。また、県内には統括局が設置されておらず、久留米東郵便局が統括業務を担当している。

### ゆうちょ銀行佐賀店
- 貯金、貸付、為替、振替、振込、国際送金、外貨両替、トラベラーズチェック、国債、投資信託、確定拠出年金、変額年金保険 - 平日18時まで営業。
- ATM

## 周辺
- NHK佐賀放送局
- 佐賀県警察本部
- 佐嘉神社
- 佐賀県庁
- 佐賀城公園
  - 佐賀県立図書館
  - 市村記念体育館

## アクセス
- JR長崎本線 佐賀駅（南口）から徒歩約21分
- 佐賀市営バス、昭和バス、祐徳バス 県庁前停留所下車
- 長崎自動車道 佐賀大和ICから南へ約8km
- 国道264号沿い
- 駐車場あり：17台